# Chihuahua (Chihuahua)
Chihuahua é a capital do estado de Chihuahua, no México. Localiza-se no norte do país. Tem cerca de 843 mil habitantes. Foi fundada em 1709 com a designação de San Francisco de Cuellar que foi modificado em 1718 com o nome de San Felipe del Real De Chihuahua. Em 1824 ele foi designado a capital do estado e seu nome mudou novamente o nome atual de Chihuahua.

## Cidades-irmãs
- Ensenada, México
- Ciudad Juárez, México
- Albuquerque, Estados Unidos
- El Paso, Estados Unidos
- Fresno, Estados Unidos
- Pueblo, Estados Unidos